# Lunatia triseriata
Lunatia triseriata is een slakkensoort uit de familie van de Naticidae. De wetenschappelijke naam van de soort is voor het eerst geldig gepubliceerd in 1826 door Say.